# Ioscytus beameri
Ioscytus beameri är en insektsart som först beskrevs av Hodgden 1949.  Ioscytus beameri ingår i släktet Ioscytus och familjen strandskinnbaggar. Inga underarter finns listade i Catalogue of Life.